# St Fergus
St Fergus es una localidad situada en Aberdeenshire, Escocia (Reino Unido). Tiene una población estimada, a mediados de 2020, de 740 habitantes.
Está ubicada al este de Escocia, cerca de la costa del mar del Norte y de la ciudad de Aberdeen.